# Arcadio de Larrea Palacín
Arcadio de Larrea Palacín, originalment Arcadio Torcuato Argimiro de Larrea Palacín (Etxabarri, Navarra, 28 de juny de 1907 - Madrid, 29 de març de 1985) va ser un músic, musicòleg i folklorista espanyol.

## Biografia
Fill de Torcuato de Larrea, mestre nacional establert a Gistaín, i d'Antonia Palacín, de la mateixa població, el 1923 inicia a Tarragona la carrera eclesiàstica, que continuarà a Barcelona i posteriorment a Roma, però que va haver d'abandonar durant la República. Va treballar com a organista als Pares Jesuïtes a Barcelona i fou director de Cors de Clavé i sotsdirector de l'Orfeó Montserrat de Barcelona. El 1935 exerceix de professor a una acadèmia de Barcelona. Després de la Guerra Civil Espanyola, i durant els anys del franquisme va desenvolupar una important carrera com a musicòleg i folklorista.
Pel que fa a la seva activitat relacionada amb el folklore musical i coreogràfic, durant la primera meitat dels anys quaranta, becat per l'Institut Espanyol de Musicologia, es dedica a realitzar enregistraments magnetofònics a informants de tot Aragó, recollint més d'un miler de temes relacionats sobretot amb la província d'Osca. La transcripció musical d'aquest treball manuscrit i mai publicat es troba als arxius d'aquesta institució. Posteriorment, a partir de 1947, va continuar col·laborant amb les anomenades "misiones folklóricas", a Illa d'Eivissa Eivissa i Andalusia. A partir de 1950 la seva col·laboració es dirigeix a l'Instituto de Estudios Africanos, realitzant treballs al Marroc, Ifni, Sàhara Espanyol i Guinea Ecuatorial. Va disposar de la titulació oficial de Periodista i també de Tècnic de Radiodifusió com a Programador, representant en més d'una ocasió a RNE en jornades i trobades internacionals.
A més de membre de la Reial Acadèmia de la Llengua va esdevenir també membre la Reial Acadèmia de Belles Arts de San Fernando, de l'Acadèmia de Bones Lletres de Barcelona, la Real Academia de Ciencias, Bellas Letras y Nobles Artes de Córdoba i la Real Academia Hispano Americana de Ciencias, Artes y Letras. També va pertenyer a diverses societats científiques nacionals i internacionals, com la International Council for Traditional Music, la International Narrative Folklore Research, la International Council for Traditional Music, la Society for Ethnomusicology, The Folklore Society, la Societé des Africanistes o la Sociedad Española de Emología y Folklore. Va assistir a diversos congressos, va publicar diversos llibres i va col·laborar en revistes científiques com Africa, Anuario musical, Arbor, Archivo del Instituto de Estudios africanos, Revista de Dialectología y Tradiciones Populares, entre d'altres.

## Premis i reconeixements[1]
- Premi Nacional i Extraordinari de l'Instituto Español de Musicología en el primer concurs nacional per la recollida de la música popular, amb un jurat format per Marius Schneider, Higini Anglès i José Antonio de Donostia.
- Premi Nacional d'Investigació de la cançó andalusa (1961)
- Premi Nacional d'Investigación de flamenc (1974)
- Primer accésít del Internacional Gustavo Pittre
- Premi Periodístic Centenari de l'Escorial
- En representació de RNE, medalles d'or per la gravació, i de bronze per l'equip realitzador, en els concursos del Premi Bratislav de 1976 i 1978, i especial en 1979
- Oficial de l'Orde del Mèrit Civil
- Oficial de l'Orde de la Cultura de Tunísia

## Publicacions[1][3]
- El Dance aragonés y las representaciones de moros y cristianos: contribución al estudio del teatro popular (1952)
- Cuentos populares de los judíos del Norte de Marruecos (2 vol.) (1952-1953)
- Peinados bujebas, CSIC (1953)
- Cancionero judío del norte de Marruecos: Canciones rituales hispano-judías (3 vols), CSIC (1954)
- Leyendas y cuentos bujebas (en col·laboració amb Carlos González Echegaray), CSIC (1955)
- Villancicos y canciones de Nochebuena, Editorial Cremades (1955)
- A la rueda rueda, Editorial, Cremades (1955)
- Cancionero del Africa Occidental Española (2 vol.), CSIC 1956
- El folklore en la escuela: ensayo de una didáctica folklórica, CSIC (1958)
- Cuentos gaditanos, CSIC (1959)
- Villancicos populares, Vox Romanica (1959)
- El cancionero de Baruh Uziel (1960)
- El flamenco en su raíz, Editora Nacional (1974)
- Guía del flamenco, Editora Nacional (1975)